# Ene i Verden
Ene i Verden er en dansk stumfilm fra 1916, der er instrueret af A.W. Sandberg.

## Handling
Denne artikel mangler et handlingsreferat. Hjælp os med at skrive det.

## Medvirkende
- Clara Wieth - Ellen Melchior
- Johannes Ring - Fabrikant Melchior, Ellens far
- Henry Seemann - Grev von Löwenborg
- Gerda Christophersen - Komtesse Luigi, svindlerske
- Hans Dynesen
- Henny Lauritzen
- Tronier Funder
- Hanni Reinwald